# Lestall
Lestall (auch Lästall) war ein Flächenmaß auf der Insel Sylt. Das Maß wurde für Wiesenland genommen, andere Flächen der Landwirtschaft (Ackerland) rechnete man nach dem Ammersaat. Lestall war auch Grundlage der Landsteuer. Lestall leitet sich von Läs-Tal, der Fuderzahl ab. Das Maß wurde bereits 1777 verwendet.
- 1 Lestall = 9,46 Ar[2]
- 1 Lestall = 45 Quadratruten
- 4 Lestall = 1 Diemat/Demat (die Rute zu 9 Ellen)

Ab 1803 wurde das Maß geändert. Grund war der Wiesenlandverlust überwiegend durch die Nordsee.
- 1 Lestall = 36 Quadratruten